# Casino del Real Melilla CF
Casino del Real Melilla Club de Fútbol byl španělský fotbalový klub sídlící v autonomním městě Melilla. Klub byl založen v roce 1917, zanikl v roce 2013 po fúzi s UD Melilla.
Své domácí zápasy hrál klub na stadionu Estadio La Espiguera s kapacitou 2 000 diváků.

## Poslední soupiska
Aktuální v sezóně 2012/13
| Číslo |           | Pozice | Hráč                             |
| ----- | --------- | ------ | -------------------------------- |
| 1     | Španělsko | B      | Francisco José Verdejo García    |
| 23    | Španělsko | B      | Jesús Avellaneda Campos          |
| 13    | Španělsko | B      | Mohamed Frajil                   |
| 5     | Španělsko | O      | Suliman Mohamed Driss            |
| 4     | Španělsko | O      | Adam Hamed El Abouti             |
| 6     | Španělsko | O      | Rafael Manuel Romero Ramírez     |
| 12    | Španělsko | O      | Francisco Jose Cintas Caro       |
| 2     | Španělsko | O      | Salah Amar Mohamed               |
| 3     | Brazílie  | O      | Sebastián Andrés Pereira Avelino |
| 20    | Španělsko | O      | Riduan Dris Bouzian              |
| 22    | Španělsko | O      | Tarik Mohamed Rabeh              |
| 24    | Španělsko | O      | Ahmed Taoufiq                    |

| Číslo |           | Pozice | Hráč                         |
| ----- | --------- | ------ | ---------------------------- |
| 8     | Španělsko | Z      | Mohamed Belaid Hassan        |
| 19    | Španělsko | Z      | José Luis Fernández Chaparro |
| 11    | Španělsko | Z      | Alejandro Pomedio García     |
| 14    | Španělsko | Z      | Sufián Mimun Embark          |
| 15    | Španělsko | Z      | Hamin Buzzian Mohamed        |
| 16    | Španělsko | Z      | Hossain Mohand Hadi          |
| 10    | Španělsko | Z      | Abderrahim Omar El Gazzi     |
| 18    | Španělsko | Z      | Farid Said Amar              |
| 21    | Španělsko | Z      | Farid Laarbi Madani          |
| 9     | Španělsko | Ú      | Manuel Fernández Heredia     |
| 7     | Španělsko | Ú      | Abdelmelik Amar Mohamed      |
| 17    | Španělsko | Ú      | Ibraim Mohand Mohand         |

## Umístění v jednotlivých sezonách
Legenda: Z - zápasy, V - výhry, R - remízy, P - porážky, VG - vstřelené góly, OG - obdržené góly, +/- - rozdíl skóre, B - body, červené podbarvení - sestup, zelené podbarvení - postup, světle fialové podbarvení - přesun do jiné soutěže
| Sezóny  | Liga                      | Úroveň | Z   | V   | R   | P   | VG  | OG  | B   | +/- | Pozice |
| ------- | ------------------------- | ------ | --- | --- | --- | --- | --- | --- | --- | --- | ------ |
| 2006/07 | Preferente de Melilla     | 5      | ... | ... | ... | ... | ... | ... | ... | ... | 2.     |
| 2007/08 | Preferente de Melilla     | 5      | ... | ... | ... | ... | ... | ... | ... | ... | 1.     |
| 2008/09 | Tercera División – sk. IX | 4      | 38  | 7   | 5   | 26  | 27  | 86  | -59 | 26  | 20.    |
| 2009/10 | Preferente de Melilla     | 5      | ... | ... | ... | ... | ... | ... | ... | ... | 1.     |
| 2010/11 | Tercera División – sk. IX | 4      | 38  | 8   | 13  | 17  | 41  | 68  | -27 | 37  | 17.    |
| 2011/12 | Tercera División – sk. IX | 4      | 40  | 14  | 12  | 14  | 44  | 51  | -7  | 54  | 11.    |
| 2012/13 | Tercera División – sk. IX | 4      | 38  | 13  | 9   | 16  | 43  | 44  | -1  | 48  | 12.    |